# Chiesa di San Lorenzo (Cordova)
La chiesa di San Lorenzo è una chiesa ubicata nella città di Cordova, in Andalusia, nella Spagna meridionale. Situata nel centro storico, è una delle dodici chiese commissionate per la città dal re Ferdinando III di Castiglia, dopo che quest'ultimo la conquistò nel XIII secolo.

## Storia e descrizione
La chiesa sorge dove in passato era presente una moschea islamica, a sua volta costruita al di sopra di una chiesa visigota. Fu edificata tra il 1244 e il 1300, e risulta essere una fusione tra l'architettura romanica e quella gotica. Ha la tipica struttura delle chiese andaluse dell'epoca, con pianta rettangolare, una navata centrale e due laterali, un'abside e senza transetto. 
Nel XVI secolo fu aggiunto un portico con tre arcate con archi lievemente ogivali. Nel 1555, l'antico minareto islamico fu convertito in una torre campanaria rinascimentale da Hernán Ruiz il Giovane. Sopra al portico è presente un grande rosone in stile gotico-mudéjar. La navata è coperta da un soffitto a cassettoni artesonado, realizzato secondo gli stili rinascimentale e mudéjar. L'abside conserva affreschi del XIV secolo, i quali rappresentano prevalentemente le Scene di vita di Gesù e sono ispirati alla scuola gotica italiana. Sono presenti anche figure di santi e profeti con aureole dorate, e decorazioni che imitano gli azulejos bizantini. L'altare maggiore, datato XVII secolo, ha dipinte scene di vita di San Lorenzo.